# Pit Hoerold
Pit Hoerold (* 14. November 1954 in Bettemburg, Kanton Esch-sur-Alzette Luxemburg) ist ein luxemburgischer Lyriker. Er ist auch als Dramatiker, Kinderbuchautor, Biograph und Liedtextdichter tätig.

## Leben und Wirken
Pit Hoerold wurde in Bettenburg geboren, besuchte dort die Grundschule und machte sein Abitur in Esch-sur-Alzette, anschließend folgte ein Kunststudium. Beruflich war er als Werbefachmann, Verleger und Musiker tätig. Pit Hoerold lebt in Bettemburg.

## Werk (Auswahl)
- En zweete Fabesch Fränz, Theaterstück, (Luxemburgisch).
- Haut as Päiffeneijooschdag, Theaterstück, (Luxemburgisch).
- Taschengedichte, Lyrik. 1979.
- Tip & Top, Comicbuch, 1982.
- Die Schönheit des Verlierens, Lyrik, (Deutsch), 1989.
- Yuppiii, mir léiere lëtzebuergesch schreiwen, Broschur über Rechtschreibung, (Luxemburgisch), 1992.
- Transit, Gedichte, (Deutsch), 2000.
- Cool Feet, déi populärste Lëtzebuerger Rockbänd vun allen Zäiten, Musikerbiographie, (Luxemburgisch), 2003.
- Der Mond über der Moldau, Lyrik, (Deutsch), 2024.